# Grevinde Danner
Louise Christine lensgrevinde af Danner (født Louise Christine Rasmussen 21. april 1815 i København – 6. marts 1874 i Genua ) var gift "til venstre hånd" med kong Frederik 7. af Danmark.

## Opvækst og ungdom
Louise C. Rasmussen var født uden for ægteskab. Moderen var tjenestepige Juliane Caroline Rasmussen og faderen grosserer Gotthilf Ludevig Køppen. Hun voksede op hos moderen og blev i 1826 optaget på Det Kongelige Teaters Balletskole, hvor Johanne Luise Heiberg var på samme tid. Hun fik løn ved teatret fra 1830, og fra 1835 blev hun ansat som figurantinde. Efter ansøgning blev hun fra august 1841 fritaget for tjeneste efter at have fået et barn 5. juni samme år med bogtrykker Johan Carl Ernst Berling; men ægteskab kom ikke på tale, og hun blev i stedet etableret som modehandlerske i København. I 1842 blev hun afskediget fra Det Kongelige Teater med pension.

## Louise Rasmussens søn
Grevinde Danner havde sammen med Carl Berling en søn, Frederik Carl Christian Louis Berling, der var født uden for ægteskab den 5. juni 1841. Ved sønnens bryllup med Camilla Augusta Traboldt i Trinitatis Kirke 6. maj 1876 er han opført som landmand Christian Charles Jacobsen, Adelgade 17. Han fik efternavnet Jacobsen efter plejemoderen Ane Jacobsen. – Det fortælles, at grundlovsdag blev fastlagt til 5. juni efter ønske fra kong Frederik VII og hans senere hustru Louise Rasmussen, Grevinde Danner, idet den 5. juni så blev flagdag, når grundlovsdagen blev lagt på denne dato. (Afgørende beviser for påstanden om datosammenhængen er ikke fundet). Men Louise og Frederik VII blev først gift året efter, i 1850. – Grevinde Danners søn blev godsejer på Weybread Hall i Suffolk i England. Han døde 67 år gammel ved en trafikulykke. Hun skal ikke have haft andre børn end ham.

## Kongens gemalinde
Gennem Carl Berling lærte hun i 1830'erne kronprins Frederik at kende. Han var forvist til Fredericia. Forbindelsen bestod gennem 1840'erne, og efter sin tronbestigelse i 1848 ville Frederik 7. gifte sig med Louise Rasmussen. Regeringen fik i første omgang forhindret det, da kongens to første ægteskaber var barnløse, og tronfølgen ikke var sikret. Hvis Frederik og Louise fik børn, ville de ikke være arveberettigede. Med gennemførelsen af junigrundloven 1849 blev kongens popularitet så stor, at han satte sin vilje igennem: Ved kongelig resolution af 8. august 1850 blev Louise Rasmussen ophøjet til lensgrevinde af Danner. Samme dag blev hun og kongen viet i Frederiksborg Slotskirke af biskop J.P. Mynster. Hun var kongens hustru til venstre hånd. Det betød, at deres eventuelle børn ikke fik arveret til tronen.
Frederik 7. var tidligere gift med Vilhelmine, som var datter af Frederik 6., og med Mariane af Mecklenburg-Strelitz. Begge ægteskaber blev opløst ved skilsmisse. Ingen af de standsmæssige ægtefæller synes at have haft samme viljestyrke som grevinde Danner, der kunne styre kongen.
Forargelsen i det højere borgerskab og aristokratiet var stor. Grevinde Danner var udsat for chikane på forskellig vis. I 1854 købte parret Jægerspris Slot af staten og tog ophold der. Efter kongens død i 1863 levede grevinde Danner et tilbagetrukket liv. Hun ejede også Rudbjerggaard og Grevinde Danners Palæ i Skodsborg.
Hun testamenterede Jægerspris Slot "til gavn for fattige og efterladte piger". Efter hendes død blev der etableret børnehjemsbygninger nær slottet. Herudover oprettede hun i 1873 "Kong Frederik den Syvendes Stiftelse for fattige fruentimmere af arbejderstanden". Et hus, som stod færdigt i 1875, blev senere kendt som Dannerhuset.
Grevinde Danner døde i 1874 og blev begravet i slotshaven til Jægerspris Slot, hvor hendes marmorkiste kan ses i gravhøjen, som er åben i siden.